# Spigelia rojasiana
Spigelia rojasiana är en tvåhjärtbladig växtart som beskrevs av Kranzl.. Spigelia rojasiana ingår i släktet Spigelia och familjen Loganiaceae. Inga underarter finns listade i Catalogue of Life.